# Hugo Miguel
Hugo Filipe Ferreira de Campos Moreira Miguel (* 16. September 1977 in Lissabon) ist ein ehemaliger portugiesischer Fußballschiedsrichter.

## Werdegang
Miguel vertrat als Schiedsrichter den Fußballverband von Lissabon. Von November 2006 bis Mai 2022 leitete Miguel insgesamt 217 Ligaspiele in der portugiesischen Primeira Liga. Zusätzlich wurde er bei Spielen in der Segunda Liga und der Taça de Portugal eingesetzt.
Von 2009 bis 2017 stand Miguel auf der Liste der FIFA-Schiedsrichter und leitete internationale Fußballspiele, darunter ein Spiel in der Europa League, acht Spiele in der Qualifikation zur Europa League und zwei Spiele in der Qualifikation zur Champions League sowie diverse andere Qualifikations- und Freundschaftsspiele.
Miguel leitete mehrere Finalspiele im portugiesischen Vereinsfußball. Am 28. Mai 2017 pfiff er das Finale des portugiesischen Fußballpokals 2016/17 zwischen Benfica Lissabon und Vitória Guimarães (2:1). Am 23. Dezember 2020 leitete Miguel den portugiesischen Supercup 2020 zwischen dem FC Porto und Benfica Lissabon (2:0). 